# Mark Marshall
Mark Anthony Marshal (* 5. Mai 1987 in Manchester Parish, Jamaika) ist ein englischer Fußballspieler.
Der in Jamaika geborene Mittelfeldspieler begann seine Karriere bei den unterklassigen Klubs Carshalton Athletic, Grays Athletic und Eastleigh. 2008 wechselte er zu Swindon Town in die League One. Von September bis November 2009 wurde er an Hereford United in die League Two ausgeliehen. Im Sommer 2010 ging er zum FC Barnet. Ende 2011 wurde Marshall nach dem Spiel gegen Dagenham & Redbridge bei der Dopingkontrolle positiv auf Methylhexanamin getestet und anschließend für zwei Jahre gesperrt. Nach seiner Sperre spielte er im ersten Halbjahr 2014 bei Coventry City in der League One. Im Sommer wechselte er zu Port Vale und 2015 ging er zu Bradford City. Weitere Stationen waren Charlton Athletic, der FC Gillingham sowie ab Januar 2020 Northampton Town.